# لیندو (مارک)
شهر لیندو (به آلمانی: Lindow) در ایالت برندنبورگ در کشور آلمان واقع شده‌است.